# Jorge Benguché
Jorge Renán Benguché Ramírez (Olanchito, 21 maggio 1996) è un calciatore honduregno, attaccante dell'Olimpia e della nazionale honduregna.

## Carriera

### Nazionale
Ha esordito con la nazionale honduregna il 5 settembre 2019, nell'amichevole vinta per 4-0 contro Porto Rico, mettendo a segno una doppietta.

## Statistiche

### Cronologia presenze e reti in Nazionale
| Cronologia completa delle presenze e delle reti in nazionale ― Honduras | Cronologia completa delle presenze e delle reti in nazionale ― Honduras | Cronologia completa delle presenze e delle reti in nazionale ― Honduras | Cronologia completa delle presenze e delle reti in nazionale ― Honduras | Cronologia completa delle presenze e delle reti in nazionale ― Honduras | Cronologia completa delle presenze e delle reti in nazionale ― Honduras | Cronologia completa delle presenze e delle reti in nazionale ― Honduras | Cronologia completa delle presenze e delle reti in nazionale ― Honduras |
| Data                                                                    | Città                                                                   | In casa                                                                 | Risultato                                                               | Ospiti                                                                  | Competizione                                                            | Reti                                                                    | Note                                                                    |
| ----------------------------------------------------------------------- | ----------------------------------------------------------------------- | ----------------------------------------------------------------------- | ----------------------------------------------------------------------- | ----------------------------------------------------------------------- | ----------------------------------------------------------------------- | ----------------------------------------------------------------------- | ----------------------------------------------------------------------- |
| 5-9-2019                                                                | Tegucigalpa                                                             | Honduras                                                                | 4 – 0                                                                   | Porto Rico                                                              | Amichevole                                                              | 2                                                                       | 74’                                                                     |
| 10-9-2019                                                               | San Pedro Sula                                                          | Honduras                                                                | 2 – 1                                                                   | Cile                                                                    | Amichevole                                                              | -                                                                       | 45’                                                                     |
| 14-11-2019                                                              | Fort-de-France                                                          | Martinica                                                               | 1 – 1                                                                   | Honduras                                                                | CONCACAF Nations League 2019-2020 - 2º turno                            | -                                                                       | 76’                                                                     |
| 24-3-2021                                                               | Minsk                                                                   | Bielorussia                                                             | 1 – 1                                                                   | Honduras                                                                | Amichevole                                                              | -                                                                       | 88’                                                                     |
| 6-6-2021                                                                | Denver                                                                  | Honduras                                                                | 2 – 2 dts (7 – 6 dtr)                                                   | Costa Rica                                                              | CONCACAF Nations League 2019-2020 - Finale 3º posto                     | -                                                                       | 63’                                                                     |
| 12-6-2021                                                               | Atlanta                                                                 | Messico                                                                 | 0 – 0                                                                   | Honduras                                                                | Amichevole                                                              | -                                                                       |                                                                         |
| 22-3-2023                                                               | Los Angeles                                                             | El Salvador                                                             | 0 – 1                                                                   | Honduras                                                                | Amichevole                                                              | -                                                                       | 66’                                                                     |
| 28-3-2023                                                               | Toronto                                                                 | Canada                                                                  | 4 – 1                                                                   | Honduras                                                                | CONCACAF Nations League 2022-2023 - 1º turno                            | 1                                                                       | 68’                                                                     |
| 15-6-2023                                                               | Washington                                                              | Venezuela                                                               | 1 – 0                                                                   | Honduras                                                                | Amichevole                                                              | -                                                                       | 63’                                                                     |
| 25-6-2023                                                               | Houston                                                                 | Messico                                                                 | 4 – 0                                                                   | Honduras                                                                | Gold Cup 2023 - 1º turno                                                | -                                                                       | 59’                                                                     |
| 2-7-2023                                                                | Charlotte                                                               | Honduras                                                                | 2 – 1                                                                   | Haiti                                                                   | Gold Cup 2023 - 1º turno                                                | -                                                                       | 90+6’                                                                   |
| 4-9-2023                                                                | Fort Lauderdale                                                         | Guatemala                                                               | 0 – 0                                                                   | Honduras                                                                | Amichevole                                                              | -                                                                       |                                                                         |
| 8-9-2023                                                                | Kingston                                                                | Giamaica                                                                | 1 – 0                                                                   | Honduras                                                                | CONCACAF Nations League 2023-2024 - 1º Turno                            | -                                                                       | 77’                                                                     |
| 10-10-2024                                                              | Remire-Montjoly                                                         | Guyana francese                                                         | 2 – 3                                                                   | Honduras                                                                | CONCACAF Nations League 2024-2025 - 1º turno                            | 1                                                                       | 63’                                                                     |
| 14-10-2024                                                              | Kingston                                                                | Giamaica                                                                | 0 – 0                                                                   | Honduras                                                                | CONCACAF Nations League 2024-2025 - 1º turno                            | -                                                                       | 65’                                                                     |
| 15-11-2024                                                              | San Pedro Sula                                                          | Honduras                                                                | 2 – 0                                                                   | Messico                                                                 | CONCACAF Nations League 2024-2025 - Quarti di finale                    | -                                                                       | 63’                                                                     |
| 19-11-2024                                                              | Toluca                                                                  | Messico                                                                 | 4 – 0                                                                   | Honduras                                                                | CONCACAF Nations League 2024-2025 - Quarti di finale                    | -                                                                       | 90+3’                                                                   |
| 16-3-2025                                                               | Fort Lauderdale                                                         | Guatemala                                                               | 2 – 1                                                                   | Honduras                                                                | Amichevole                                                              | -                                                                       | 56’                                                                     |
| 21-3-2025                                                               | Devonshire                                                              | Bermuda                                                                 | 3 – 5                                                                   | Honduras                                                                | Qual. Gold Cup 2025                                                     | -                                                                       | 46’                                                                     |
| 25-3-2025                                                               | Tegucigalpa                                                             | Honduras                                                                | 2 – 0                                                                   | Bermuda                                                                 | Qual. Gold Cup 2025                                                     | 1                                                                       | 73’                                                                     |
| 7-6-2025                                                                | George Town                                                             | Isole Cayman                                                            | 0 – 1                                                                   | Honduras                                                                | Qual. Mondiali 2026                                                     | -                                                                       | 46’                                                                     |
| 17-6-2025                                                               | Vancouver                                                               | Canada                                                                  | 6 – 0                                                                   | Honduras                                                                | Gold Cup 2025 - 1º turno                                                | -                                                                       | 67’                                                                     |
| 21-6-2025                                                               | Houston                                                                 | Honduras                                                                | 2 – 0                                                                   | El Salvador                                                             | Gold Cup 2025 - 1° turno                                                | -                                                                       | 69’                                                                     |
| 24-6-2025                                                               | San Jose                                                                | Honduras                                                                | 2 – 1                                                                   | Curaçao                                                                 | Gold Cup 2025 - 1° turno                                                | -                                                                       | 59’                                                                     |
| 28-6-2025                                                               | Glendale                                                                | Panama                                                                  | 1 – 1 (4 – 5 dtr)                                                       | Honduras                                                                | Gold Cup 2025 - Quarti di finale                                        | -                                                                       | 46’                                                                     |
| Totale                                                                  |                                                                         | Presenze                                                                | 25                                                                      |                                                                         | Reti                                                                    | 5                                                                       |                                                                         |

## Palmarès

### Club

#### Competizioni internazionali
- CONCACAF League: 1

Olimpia: 2017